# Enduro-Europameisterschaft 1977
Die Enduro-Europameisterschaft 1977 war die 10. in der Geschichte der FIM Enduro-Europameisterschaft.

## Allgemeines und Rennkalender
Von sieben Läufen zählten erstmals alle Ergebnisse für die EM-Wertung. Neu hinzugekommen war in diesem Jahr die Klasse bis 750 cm³. Dementsprechend wurde die bis dahin bestehende Klasse über 350 cm³ auf bis 500 cm³ beschränkt.
| Nr. | Ort                    | Datum                  | Streckenlänge (a) |
| --- | ---------------------- | ---------------------- | ----------------- |
| 1   | Neunkirchen            | 9. bis 10. April 1977  | 504 km            |
| 2   | Brioude                | 23. bis 24. April 1977 | 516 km            |
| 3   | L’Espluga de Francolí  | 7. bis 8. Mai 1977     | 522 km            |
| 4   | Košice                 | 21. bis 22. Mai 1977   | 572 km            |
| 5   | Bergamo                | 4. bis 5. Juni 1977    | 582 km            |
| 6   | Kielce                 | 18. bis 19. Juni 1977  | 599 km            |
| 7   | Neumarkt in Steiermark | 2. bis 3. Juli 1977    | 531 km            |

## Klasse bis 50 cm³

### Rennergebnisse
| Nr. | Ort                    | Datum                  | Fahrer   | Fahrer  | Platz 1 (a)              | Platz 2 (a)        | Platz 3 (a)                    | Gesamtführender          |
| Nr. | Ort                    | Datum                  | am Start | im Ziel | Platz 1 (a)              | Platz 2 (a)        | Platz 3 (a)                    | Gesamtführender          |
| --- | ---------------------- | ---------------------- | -------- | ------- | ------------------------ | ------------------ | ------------------------------ | ------------------------ |
| 1   | Neunkirchen            | 9. bis 10. April 1977  | 10       | 6       | Erwin Schmider (Zündapp) | Pietro Gagni (SWM) | Friedrich Hieronymus (Zündapp) | Erwin Schmider (Zündapp) |
| 2   | Brioude                | 23. bis 24. April 1977 | 8        | 4       | Erwin Schmider (Zündapp) | Pietro Gagni (SWM) | Friedrich Hieronymus (Zündapp) | Erwin Schmider (Zündapp) |
| 3   | L’Espluga de Francolí  | 7. bis 8. Mai 1977     | 7        | 5       | Gino Perego (Hercules)   | Pietro Gagni (SWM) | Erwin Schmider (Zündapp)       | Erwin Schmider (Zündapp) |
| 4   | Košice                 | 21. bis 22. Mai 1977   | 6        | 4       | Gino Perego (Hercules)   | Pietro Gagni (SWM) | Erwin Schmider (Zündapp)       | Erwin Schmider (Zündapp) |
| 5   | Bergamo                | 4. bis 5. Juni 1977    | 27       | 4       | Erwin Schmider (Zündapp) | Cerri (Puch)       | Sandrinelli (SWM)              | Erwin Schmider (Zündapp) |
| 6   | Kielce                 | 18. bis 19. Juni 1977  | 6        | 4       | Erwin Schmider (Zündapp) | Pietro Gagni (SWM) | Gino Perego (Hercules)         | Erwin Schmider (Zündapp) |
| 7   | Neumarkt in Steiermark | 2. bis 3. Juli 1977    | 6        | 6       | Gino Perego (Hercules)   | Pietro Gagni (SWM) | Noseda (Fantic)                | Erwin Schmider (Zündapp) |

### EM-Endstand
| Platz | Fahrer         | Motorrad | Punkte |
| ----- | -------------- | -------- | ------ |
| 1     | Erwin Schmider | Zündapp  | 80     |
| 2     | Pietro Gagni   | SWM      | 72     |
| 3     | Gino Perego    | Hercules | 70     |

## Klasse bis 75 cm³

### Rennergebnisse
| Nr. | Ort                    | Datum                  | Fahrer   | Fahrer  | Platz 1 (b)                   | Platz 2 (b)                 | Platz 3 (b)                   | Gesamtführender             |
| Nr. | Ort                    | Datum                  | am Start | im Ziel | Platz 1 (b)                   | Platz 2 (b)                 | Platz 3 (b)                   | Gesamtführender             |
| --- | ---------------------- | ---------------------- | -------- | ------- | ----------------------------- | --------------------------- | ----------------------------- | --------------------------- |
| 1   | Neunkirchen            | 9. bis 10. April 1977  | 11       | 8       | Osvaldo Scaburri (Puch)       | Ewald Schneidewind (Simson) | Klujszo (Simson)              | Osvaldo Scaburri (Puch)     |
| 2   | Brioude                | 23. bis 24. April 1977 | 9        | 8       | Ewald Schneidewind (Simson)   | Osvaldo Scaburri (Puch)     | Steffen Mauersberger (Simson) | Osvaldo Scaburri (Puch)     |
| 3   | L’Espluga de Francolí  | 7. bis 8. Mai 1977     | 8        | 8       | Osvaldo Scaburri (Puch)       | Medardo (Puch)              | Klujszo (Simson)              | Osvaldo Scaburri (Puch)     |
| 4   | Košice                 | 21. bis 22. Mai 1977   | 11       | 7       | Klujszo (Simson)              | Sirucek (Jawa)              | Ewald Schneidewind (Simson)   | Ewald Schneidewind (Simson) |
| 5   | Bergamo                | 4. bis 5. Juni 1977    | 29       | 8       | Steffen Mauersberger (Simson) | Johann Sommerauer (Puch)    | Osvaldo Scaburri (Puch)       | Ewald Schneidewind (Simson) |
| 6   | Kielce                 | 18. bis 19. Juni 1977  | 11       | 9       | Osvaldo Scaburri (Puch)       | Klujszo (Simson)            | Ewald Schneidewind (Simson)   | Osvaldo Scaburri (Puch)     |
| 7   | Neumarkt in Steiermark | 2. bis 3. Juli 1977    | 11       | 8       | Osvaldo Scaburri (Puch)       | Ewald Schneidewind (Simson) | Steffen Mauersberger (Simson) | Osvaldo Scaburri (Puch)     |

### EM-Endstand
| Platz | Fahrer               | Motorrad | Punkte |
| ----- | -------------------- | -------- | ------ |
| 1     | Osvaldo Scaburri     | Puch     | 82     |
| 2     | Ewald Schneidewind   | Simson   | 75     |
| 3     | Steffen Mauersberger | Simson   | 62     |

## Klasse bis 100 cm³

### Rennergebnisse
| Nr. | Ort                    | Datum                  | Fahrer   | Fahrer  | Platz 1 (c)             | Platz 2 (c)                | Platz 3 (c)             | Gesamtführender         |
| Nr. | Ort                    | Datum                  | am Start | im Ziel | Platz 1 (c)             | Platz 2 (c)                | Platz 3 (c)             | Gesamtführender         |
| --- | ---------------------- | ---------------------- | -------- | ------- | ----------------------- | -------------------------- | ----------------------- | ----------------------- |
| 1   | Neunkirchen            | 9. bis 10. April 1977  | 12       | 8       | Jürgen Grisse (Zündapp) | Martin Kremel (Jawa)       | Weber (Zündapp)         | Jürgen Grisse (Zündapp) |
| 2   | Brioude                | 23. bis 24. April 1977 | 8        | 5       | Weber (Zündapp)         | Jürgen Grisse (Zündapp)    | Martin Kremel (Jawa)    | Jürgen Grisse (Zündapp) |
| 3   | L’Espluga de Francolí  | 7. bis 8. Mai 1977     | 6        | 6       | Jürgen Grisse (Zündapp) | Martin Kremel (Jawa)       | Weber (Zündapp)         | Jürgen Grisse (Zündapp) |
| 4   | Košice                 | 21. bis 22. Mai 1977   | 8        | 5       | Jürgen Grisse (Zündapp) | Weber (Zündapp)            | Petrogalli (KTM)        | Jürgen Grisse (Zündapp) |
| 5   | Bergamo                | 4. bis 5. Juni 1977    | 23       | 9       | Jürgen Grisse (Zündapp) | Martin Kremel (Jawa)       | Petrogalli (KTM)        | Jürgen Grisse (Zündapp) |
| 6   | Kielce (d)             | 18. bis 19. Juni 1977  | 27       | 18      | Rottler (Zündapp)       | Harald Stößenreuther (KTM) | Jürgen Grisse (Zündapp) | Jürgen Grisse (Zündapp) |
| 7   | Neumarkt in Steiermark | 2. bis 3. Juli 1977    | 7        | 6       | Jürgen Grisse (Zündapp) | Martin Kremel (Jawa)       | Teuchert (Hercules)     | Jürgen Grisse (Zündapp) |

### EM-Endstand
| Platz | Fahrer        | Motorrad | Punkte |
| ----- | ------------- | -------- | ------ |
| 1     | Jürgen Grisse | Zündapp  | 97     |
| 2     | Weber         | Zündapp  | 68     |
| 3     | Martin Kremel | Jawa     | 58     |

## Klasse bis 125 cm³

### Rennergebnisse
| Nr. | Ort                    | Datum                  | Fahrer   | Fahrer  | Platz 1 (e)                | Platz 2 (e)                | Platz 3 (e)                  | Gesamtführender            |
| Nr. | Ort                    | Datum                  | am Start | im Ziel | Platz 1 (e)                | Platz 2 (e)                | Platz 3 (e)                  | Gesamtführender            |
| --- | ---------------------- | ---------------------- | -------- | ------- | -------------------------- | -------------------------- | ---------------------------- | -------------------------- |
| 1   | Neunkirchen            | 9. bis 10. April 1977  | 31       | 17      | Harald Stößenreuther (KTM) | Rottler (Zündapp)          | Klaus-Bernd Kreutz (Zündapp) | Harald Stößenreuther (KTM) |
| 2   | Brioude                | 23. bis 24. April 1977 | 28       | 16      | Harald Stößenreuther (KTM) | Bettoni (DKW)              | Rottler (Zündapp)            | Harald Stößenreuther (KTM) |
| 3   | L’Espluga de Francolí  | 7. bis 8. Mai 1977     | 9        | 7       | Harald Stößenreuther (KTM) | Rottler (Zündapp)          | Marinoni (SWM)               | Harald Stößenreuther (KTM) |
| 4   | Košice                 | 21. bis 22. Mai 1977   | 18       | 10      | Rottler (Zündapp)          | Harald Stößenreuther (KTM) | Angelo Signorelli (Fantic)   | Harald Stößenreuther (KTM) |
| 5   | Bergamo                | 4. bis 5. Juni 1977    | 52       | 15      | Harald Stößenreuther (KTM) | Bettoni (DKW)              | Paganessi (DKW)              | Harald Stößenreuther (KTM) |
| 6   | Kielce (f)             | 18. bis 19. Juni 1977  | 27       | 18      | Rottler (Zündapp)          | Harald Stößenreuther (KTM) | Jürgen Grisse (Zündapp)      | Harald Stößenreuther (KTM) |
| 7   | Neumarkt in Steiermark | 2. bis 3. Juli 1977    | 23       | 10      | Andrea Marinoni (SWM)      | R. Griss (Zündapp)         | Angelo Signorelli (Fantic)   | Harald Stößenreuther (KTM) |

### EM-Endstand
| Platz | Fahrer               | Motorrad | Punkte |
| ----- | -------------------- | -------- | ------ |
| 1     | Harald Stößenreuther | KTM      | 84     |
| 2     | Rottler              | Zündapp  | 64     |
| 3     | Bettoni              | DKW      | 42     |

## Klasse bis 175 cm³

### Rennergebnisse
| Nr. | Ort                    | Datum                  | Fahrer   | Fahrer  | Platz 1 (g)            | Platz 2 (g)            | Platz 3 (g)             | Gesamtführender        |
| Nr. | Ort                    | Datum                  | am Start | im Ziel | Platz 1 (g)            | Platz 2 (g)            | Platz 3 (g)             | Gesamtführender        |
| --- | ---------------------- | ---------------------- | -------- | ------- | ---------------------- | ---------------------- | ----------------------- | ---------------------- |
| 1   | Neunkirchen            | 9. bis 10. April 1977  | 25       | 11      | Eddy Hau (Zündapp)     | Valoti (SWM)           | Kirchenbauer (Hercules) | Eddy Hau (Zündapp)     |
| 2   | Brioude                | 23. bis 24. April 1977 | 25       | 12      | Eddy Hau (Zündapp)     | Elia Andrioletti (KTM) | Franco Gualdi (DKW)     | Eddy Hau (Zündapp)     |
| 3   | L’Espluga de Francolí  | 7. bis 8. Mai 1977     | 7        | 7       | Eddy Hau (Zündapp)     | Franco Gualdi (DKW)    | Elia Andrioletti (KTM)  | Eddy Hau (Zündapp)     |
| 4   | Košice                 | 21. bis 22. Mai 1977   | 14       | 14      | Elia Andrioletti (KTM) | Franco Gualdi (DKW)    | Josef Císař (Jawa)      | Eddy Hau (Zündapp)     |
| 5   | Bergamo                | 4. bis 5. Juni 1977    | 32       | 11      | Elia Andrioletti (KTM) | Franco Gualdi (DKW)    | Belussi (Puch)          | Eddy Hau (Zündapp)     |
| 6   | Kielce                 | 18. bis 19. Juni 1977  | 21       | 12      | Elia Andrioletti (KTM) | Eddy Hau (Zündapp)     | Franco Gualdi (DKW)     | Elia Andrioletti (KTM) |
| 7   | Neumarkt in Steiermark | 2. bis 3. Juli 1977    | 27       | 19      | Rottler (Zündapp)      | Elia Andrioletti (KTM) | Eddy Hau (Zündapp)      | Elia Andrioletti (KTM) |

### EM-Endstand
| Platz | Fahrer           | Motorrad | Punkte |
| ----- | ---------------- | -------- | ------ |
| 1     | Elia Andrioletti | KTM      | 79     |
| 2     | Eddy Hau         | Zündapp  | 73     |
| 3     | Franco Gualdi    | DKW      | 62     |

## Klasse bis 250 cm³

### Rennergebnisse
| Nr. | Ort                    | Datum                  | Fahrer   | Fahrer  | Platz 1 (h)              | Platz 2 (h)              | Platz 3 (h)              | Gesamtführender         |
| Nr. | Ort                    | Datum                  | am Start | im Ziel | Platz 1 (h)              | Platz 2 (h)              | Platz 3 (h)              | Gesamtführender         |
| --- | ---------------------- | ---------------------- | -------- | ------- | ------------------------ | ------------------------ | ------------------------ | ----------------------- |
| 1   | Neunkirchen            | 9. bis 10. April 1977  | 46       | 23      | Alessandro Gritti (KTM)  | Harald Sturm (MZ)        | Jiří Stodůlka (Jawa)     | Alessandro Gritti (KTM) |
| 2   | Brioude                | 23. bis 24. April 1977 | 37       | 21      | Gualtiero Brissoni (SWM) | Alessandro Gritti (KTM)  | Jiří Stodůlka (Jawa)     | Alessandro Gritti (KTM) |
| 3   | L’Espluga de Francolí  | 7. bis 8. Mai 1977     | 17       | 12      | Alessandro Gritti (KTM)  | Gualtiero Brissoni (SWM) | Jiří Stodůlka (Jawa)     | Alessandro Gritti (KTM) |
| 4   | Košice                 | 21. bis 22. Mai 1977   | 29       | 20      | Jiří Stodůlka (Jawa)     | František Mrázek (Jawa)  | Guglielmo Andreini (DKW) | Jiří Stodůlka (Jawa)    |
| 5   | Bergamo                | 4. bis 5. Juni 1977    | 43       | 10      | Alessandro Gritti (KTM)  | Gualtiero Brissoni (SWM) | Guglielmo Andreini (DKW) | Alessandro Gritti (KTM) |
| 6   | Kielce                 | 18. bis 19. Juni 1977  | 33       | 15      | Alessandro Gritti (KTM)  | Gualtiero Brissoni (SWM) | Guglielmo Andreini (DKW) | Alessandro Gritti (KTM) |
| 7   | Neumarkt in Steiermark | 2. bis 3. Juli 1977    | 32       | 21      | Gualtiero Brissoni (SWM) | Guglielmo Andreini (DKW) | Alessandro Gritti (KTM)  | Alessandro Gritti (KTM) |

### EM-Endstand
| Platz | Fahrer             | Motorrad | Punkte |
| ----- | ------------------ | -------- | ------ |
| 1     | Alessandro Gritti  | KTM      | 84     |
| 2     | Gualtiero Brissoni | SWM      | 74     |
| 3     | Guglielmo Andreini | DKW      | 64     |

## Klasse bis 350 cm³

### Rennergebnisse
| Nr. | Ort                    | Datum                  | Fahrer   | Fahrer  | Platz 1 (i)                | Platz 2 (i)             | Platz 3 (i)           | Gesamtführender         |
| Nr. | Ort                    | Datum                  | am Start | im Ziel | Platz 1 (i)                | Platz 2 (i)             | Platz 3 (i)           | Gesamtführender         |
| --- | ---------------------- | ---------------------- | -------- | ------- | -------------------------- | ----------------------- | --------------------- | ----------------------- |
| 1   | Neunkirchen            | 9. bis 10. April 1977  | 23       | 14      | Capelli (KTM)              | Květoslav Mašita (Jawa) | Uwe Köthe (MZ)        | Capelli (KTM)           |
| 2   | Brioude                | 23. bis 24. April 1977 | 20       | 11      | Květoslav Mašita (Jawa)    | Josef Císař (Jawa)      | Heino Büse (Hercules) | Květoslav Mašita (Jawa) |
| 3   | L’Espluga de Francolí  | 7. bis 8. Mai 1977     | 14       | 9       | Heino Büse (Hercules)      | Květoslav Mašita (Jawa) | Capelli (KTM)         | Květoslav Mašita (Jawa) |
| 4   | Košice                 | 21. bis 22. Mai 1977   | 27       | 23      | Květoslav Mašita (Jawa)    | Josef Císař (Jawa)      | Heino Büse (Hercules) | Květoslav Mašita (Jawa) |
| 5   | Bergamo                | 4. bis 5. Juni 1977    | 25       | 8       | Marinoni (DKW)             | Heino Büse (Hercules)   | Croci (Puch)          | Květoslav Mašita (Jawa) |
| 6   | Kielce                 | 18. bis 19. Juni 1977  | 21       | 10      | Wagner (Hercules)          | Květoslav Mašita (Jawa) | Rumkas (Jawa)         | Květoslav Mašita (Jawa) |
| 7   | Neumarkt in Steiermark | 2. bis 3. Juli 1977    | 20       | 12      | Harald Stößenreuther (KTM) | Heino Büse (Hercules)   | Hajek (Maico)         | Květoslav Mašita (Jawa) |

### EM-Endstand
| Platz | Fahrer           | Motorrad | Punkte |
| ----- | ---------------- | -------- | ------ |
| 1     | Květoslav Mašita | Jawa     | 74     |
| 2     | Heino Büse       | Hercules | 59     |
| 3     | Josef Císař      | Jawa     | 55     |

## Klasse bis 500 cm³

### Rennergebnisse
| Nr. | Ort                    | Datum                  | Fahrer   | Fahrer  | Platz 1 (j)            | Platz 2 (j)            | Platz 3 (j)            | Gesamtführender        |
| Nr. | Ort                    | Datum                  | am Start | im Ziel | Platz 1 (j)            | Platz 2 (j)            | Platz 3 (j)            | Gesamtführender        |
| --- | ---------------------- | ---------------------- | -------- | ------- | ---------------------- | ---------------------- | ---------------------- | ---------------------- |
| 1   | Neunkirchen            | 9. bis 10. April 1977  | 32       | 17      | Stanislav Zloch (Jawa) | Manfred Jäger (MZ)     | Augusto Taiocchi (KTM) | Stanislav Zloch (Jawa) |
| 2   | Brioude                | 23. bis 24. April 1977 | 18       | 14      | Stanislav Zloch (Jawa) | Augusto Taiocchi (KTM) | Micchelli (KTM)        | Stanislav Zloch (Jawa) |
| 3   | L’Espluga de Francolí  | 7. bis 8. Mai 1977     | 16       | 13      | Stanislav Zloch (Jawa) | Augusto Taiocchi (KTM) | Micchelli (KTM)        | Stanislav Zloch (Jawa) |
| 4   | Košice                 | 21. bis 22. Mai 1977   | 25       | 20      | Micchelli (KTM)        | Stanislav Zloch (Jawa) | Manfred Jäger (MZ)     | Stanislav Zloch (Jawa) |
| 5   | Bergamo                | 4. bis 5. Juni 1977    | 18       | 5       | Augusto Taiocchi (KTM) | Casas (Bultaco)        | Manfred Jäger (MZ)     | Stanislav Zloch (Jawa) |
| 6   | Kielce (k)             | 18. bis 19. Juni 1977  | 26       | 14      | Stanislav Zloch (Jawa) | Manfred Jäger (MZ)     | Otokar Toman (Jawa)    | Stanislav Zloch (Jawa) |
| 7   | Neumarkt in Steiermark | 2. bis 3. Juli 1977    | 34       | 21      | Stanislav Zloch (Jawa) | Manfred Jäger (MZ)     | Hansson (Husqvarna)    | Stanislav Zloch (Jawa) |

### EM-Endstand
| Platz | Fahrer           | Motorrad | Punkte |
| ----- | ---------------- | -------- | ------ |
| 1     | Stanislav Zloch  | Jawa     | 87     |
| 2     | Manfred Jäger    | MZ       | 70     |
| 3     | Augusto Taiocchi | KTM      | 49     |

## Klasse bis 750 cm³

### Rennergebnisse
| Nr. | Ort                    | Datum                  | Fahrer   | Fahrer  | Platz 1 (l)            | Platz 2 (l)         | Platz 3 (l)         | Gesamtführender     |
| Nr. | Ort                    | Datum                  | am Start | im Ziel | Platz 1 (l)            | Platz 2 (l)         | Platz 3 (l)         | Gesamtführender     |
| --- | ---------------------- | ---------------------- | -------- | ------- | ---------------------- | ------------------- | ------------------- | ------------------- |
| 1   | Neunkirchen            | 9. bis 10. April 1977  | 9        | 7       | Egbert Haas (Maico)    | Kuchar (Jawa)       | Otokar Toman (Jawa) | Haas (Maico)        |
| 2   | Brioude                | 23. bis 24. April 1977 | 8        | 5       | Otokar Toman (Jawa)    | Kuchar (Jawa)       | Egbert Haas (Maico) | Haas (Maico)        |
| 3   | L’Espluga de Francolí  | 7. bis 8. Mai 1977     | 6        | 6       | Otokar Toman (Jawa)    | Egbert Haas (Maico) | Grein (Maico)       | Otokar Toman (Jawa) |
| 4   | Košice                 | 21. bis 22. Mai 1977   | 6        | 5       | Otokar Toman (Jawa)    | Kuchar (Jawa)       | Egbert Haas (Maico) | Otokar Toman (Jawa) |
| 5   | Bergamo                | 4. bis 5. Juni 1977    | 7        | 4       | Grein (Maico)          | Egbert Haas (Maico) | Otokar Toman (Jawa) | Otokar Toman (Jawa) |
| 6   | Kielce (m)             | 18. bis 19. Juni 1977  | 26       | 14      | Stanislav Zloch (Jawa) | Manfred Jäger (MZ)  | Otokar Toman (Jawa) | Otokar Toman (Jawa) |
| 7   | Neumarkt in Steiermark | 2. bis 3. Juli 1977    | 7        | 7       | Otokar Toman (Jawa)    | Kuchar (Jawa)       | Egbert Haas (Maico) | Otokar Toman (Jawa) |

### EM-Endstand
| Platz | Fahrer       | Motorrad | Punkte |
| ----- | ------------ | -------- | ------ |
| 1     | Otokar Toman | Jawa     | 90     |
| 2     | Egbert Haas  | Maico    | 77     |
| 3     | Kuchar       | Jawa     | 67     |